# ジオバニー・クエンダ
ジオバニー・チェルノ・クエンダ（Geovany Tcherno Quenda, 2007年4月30日 - ）は、ポルトガルのプロサッカー選手。ギニアビサウ・ビサウ自治区ビサウ出身。プリメイラ・リーガ・スポルティングCP所属。ポジションはフォワード。

## 経歴
2007年4月30日にギニアビサウで生まれた。幼少期にポルトガルに移住し、2016-17シーズンにダメイエンスというチームのU-10チームでサッカーを始めた。そこでの活躍がSLベンフィカの興味をひき、セイシャルにあるベンフィカ・キャンパスに加入した。2017-18シーズンから2シーズンにわたって、ベンフィカのユースチームに所属したが、ベンフィカが約束していたキャンパス内での部屋の提供を出来なかったために退団し、2019年にスポルティングCPのユースアカデミーに加入した。2021-22シーズン、U-15チームで全国選手権の優勝を果たし、U-17チームでもプレーすると、シーズン20得点を記録した。2023年8月、スポルティングCPとプロ契約を結んだ。2023-24シーズンには、16歳ながらスポルティングCPのU-23チームに所属するようになった。また、ルベン・アモリムにより何度かトップチームに招集を受け、試合への出場は無かったもののベンチ入りを果たした。2024年2月17日、16歳ながらリザーブチームのスポルティングCP Bでプロデビューを果たし、スポルティングCPのBチームでプレーした史上最年少の選手となった。
2024-25シーズンにトップチームへ昇格し、本来は右ウイングのポジションであるが、右ウイングバックのポジションで印象的なプレーを見せ、監督のアモリムから「非常に才能があり、成熟もしていて、大人のようにゲームを理解している。」と高く評価された。8月3日、スーペルタッサ・カンディド・デ・オリベイラのFCポルト戦でトップチーム初出場を果たし、その試合でクラブ史上最年少記録となる17歳95日での初ゴールも挙げた。8月9日、リーグ開幕戦のリオ・アヴェFC戦でリーグ戦初出場を果たし、その後もスタメンの地位を確立した。9月12日、クラブとの契約を2027年まで延長し、契約解除金は4500万ユーロから1億ユーロに引き上げられた。9月17日、UEFAチャンピオンズリーグのLOSCリール戦でチャンピオンズリーグ初出場を果たした。10月26日、FCファマリカン戦でリーグ戦初ゴールを挙げた。17歳5か月と27日でのゴールはシモン・サブローザやクリスティアーノ・ロナウドの記録を上回り、クラブ史上リーグ戦最年少ゴールとなった。シーズン途中でルイ・ボルジェスが監督に就任すると、フォーメーションが[3-4-3]から[4-4-2]に切り替わり、左サイドミッドフィールダーとしてプレーすることもあったが、シーズン終盤には再び[3-4-3]のフォーメーションに戻り、左ウイングや右サイドバックでも起用された。2024年10月5日、ガーディアンのネクスト・ジェネレーション2024に選出された。2024-25シーズンは公式戦28試合2260分に出場し、スポルティングCPの21回目のリーグ優勝に貢献した。
2025年3月14日、国外移籍が可能な18歳になる2026年夏に、プレミアリーグのチェルシーFCへ移籍することが発表された。

## 代表歴
2023年にU-17ポルトガル代表に初選出された。
2024年のUEFA U-17欧州選手権に出場して準優勝し、大会ベストイレブンに選出された。同年8月31日にはUEFAネーションズリーグにてA代表に初選出されたが、出場はなかった。
2025年、UEFA U-21欧州選手権のポルトガル代表に選出された。